# Рорето (Бјела)
Рорето је насеље у Италији у округу Бијела, региону Пијемонт.
Према процени из 2011. у насељу је живело 18 становника. Насеље се налази на надморској висини од 845 м.